# Hedżet

Hedżet

Hedżet – biała korona egipskich władców przypominająca owalną mitrę. Był to atrybut władzy faraona nad Górnym Egiptem.
| Hedżet w zapisie hieroglificznym |
| -------------------------------- |
|                                  |
|                                  |
|                                  |
|                                  |